# 시서 김선 영정
시서 김선 영정(市西 金璇 影幀)은 대한민국 전라남도 영암군 덕진면 금강리에 있는, 조선 중기의 선비인 김선(1568∼1642) 선생의 초상화이다. 1987년 6월 1일 전라남도의 문화재자료 제145호로 지정되었다.

## 개요
조선 중기의 선비인 김선(1568∼1642) 선생의 초상화이다.
김선의 호는 시서거사로, 선조 38년(1605) 사마시에 급제하였으나 광해군의 어지러운 정치를 한탄하며 관료로 진출하지 않고, 초가집을 지어 은거생활을 하였다.
초상화는 오른쪽을 바라보며 의자에 앉아 있는 전신상으로, 원본을 후대에 그대로 옮겨 그린 것으로 추정된다. 오른손은 무릎에 올려놓고 왼손에는 부채를 들고 있으며, 머리에는 대나무로 만든 두건을 쓰고 있다. 얼굴은 마마를 앓은 자국까지 세밀하게 표현하였으며, 옷은 유학자의 기품을 느끼게 하는 학창의를 입고 있다.
얼굴의 모습에서는 시골 선비다운 강건한 기개와 소담한 촌로의 풍모가 느껴지며, 두건·학창의의 겉옷·신발 등에서는 17세기 초상화의 화풍은 물론 당대의 복장상태도 엿볼 수 있다.
화폭의 오른쪽 윗부분에 김선의 글을 그대로 옮겨 놓고 있어 그림의 원본이 인조 4년(1626) 이응하라는 화가가 방문하였을 때 그 아들인 김시길이 부탁하여 제작한 것임을 알 수 있다.

## 참고 문헌
- 시서영정 - 국가유산청 국가유산포털